# يغموش أمريكي
يغموش أمريكي (الاسم العلمي: Amblyomma americanum) (بالإنجليزية: Lone Star tick)‏ هو نوع من الحيوانات يتبع جنس اليغموش من فصيلة اللبوديات الصلبة.

## الموطن والانتشار
ينتشر اليغموش الأمريكي في المناطق الشرقية والجنوب شرقية ووسط غربي الولايات المتحدة.